# Atyaephyra desmaresti
Atyaephyra desmaresti Millet, 1831 è un crostaceo d'acqua dolce appartenente alla famiglia Atyidae.

## Distribuzione e habitat
Diffuso in tutta Europa eccettuate le isole Britanniche. Popola acque ferme o quasi ricche di vegetazione sommersa

## Descrizione
Si tratta di un gamberetto molto piccolo (da 1,5 a 3 cm l'adulto) con rostro coperto di spine piccole e numerose su ambedue i lati. Carapace non carenato. Il colore è variabile dal bianco al grigiastro al verdastro.

## Riproduzione
Le femmine con le uova si trovano in primavera ed estate.